# Агеев, Александр Александрович
Александр Александрович Аге́ев (род. 4 марта 1976 год, Волжский) — российский предприниматель и политик. С начала 2000-х по 2007 год — член партии «Единая Россия», с августа 2007 года — член партии «Справедливая Россия». Депутат Государственной думы РФ IV и VI созывов. Кандидат политических наук.

## Биография
Родился 4 марта 1976 года в городе Волжском (Волгоградская область, город-спутник Волгограда). Отец — Александр Григорьевич Агеев.
В 1993 году окончил с золотой медалью школу № 29 города Волжского. Затем поступил на юридический факультет Волгоградского государственного университета.
В 1995 году в возрасте 19 лет впервые трудоустроился — работал юристом в волгоградской юридической фирме «Алиби».
В декабре 1996 в 21 год Александр Агеев стал кандидатом в мэры города Волжского, но избран не был.
В 1998, по окончании Волгоградского государственного университета, создал и возглавил собственную юридическую фирму «ВердиктЪ».

### Депутат Волжской городской думы
На состоявшихся 24 декабря 2000 года на выборах в Волжский городской Совет народных депутатов, проходивших по мажоритарной системе (15 округов), баллотировался по избирательному округу № 12. Набрал 23,19 % голосов (ближайший конкурент — 19,52 %, против всех — 15,05 %) и был избран народным депутатом.
Вскоре Волжский городской Совет был переименован в Волжскую городскую думу.
Был одним из учредителей Волгоградского «Молодежного Единства» — молодёжной организация при партии «Единство», затем — при партии «Единая Россия», созданной при партии власти (по аналогии с комсомолом) и в 2000 году (в 2005 преобразована в «Молодую гвардию Единой России»)
В феврале 2003 года Агеев был избран председателем президиума совета сторонников партии «Единая Россия» в городе Волжский и стал членом волгоградского областного совета сторонников партии.
В марте 2003 года Агеев стал президентом группы компаний «Вердиктъ», работающей в Волгограде. В неё вошли несколько фирм: риэлтерская, аудиторская, юридическая и оценочная, а также специализированная компания по проведению торгов.
В том же году он был избран председателем Совета директоров акционерного общества «Волжский автомобильный завод им. Логинова».
В 2003 году он также защитил кандидатскую диссертацию по политологии на тему «Законодательный (представительный) орган госвласти субъекта РФ как институт представительной демократии».
Осенью 2003 года был выдвинут «Единой Россией» на выборах в Государственную думу как кандидат по одномандатному избирательному округу № 70 (Волжский). На тот момент был одним из самых молодых кандидатов в Госдуму (27 лет). На выборах, состоявшихся 7 декабря 2003 года, Агеев набрал 34,16 % (коммунист Александр Куликов — 32,76 %, против всех — 16,67 %) и был избран депутатом Госдумы.

### Депутат Государственной думы

#### Четвёртый созыв (2003—2007)
В Госдуме IV созыва Агеев был одним из самых молодых депутатов. Входил во фракцию «Единая Россия». Работал в комитете Госдумы по собственности, выступил соавтором 20 проектов федеральных законов.
В августе 2007 года стал членом партии «Справедливая Россия: Родина/Пенсионеры/Жизнь», созданной в 2006 году путём слияния трёх партий.
Осенью 2007 года был включён список кандидатов от партии «Справедливая Россия: Родина/Пенсионеры/Жизнь» на выборах депутатов Государственной Думы V созыва. Шёл вторым в региональной группе «Волгоградская область». На выборах, состоявшихся 2 декабря 2007 года, Агеев не был избран депутатом Госдумы.

#### Пятый созыв (2007—2011)
Сразу после избрания возглавил аппарат фракции «Справедливая Россия» в Государственной Думе. Член Президиума Центрального Совета партии «Справедливая Россия».
В 2009 году отказался от участия в выборах главы города Волжский.
В 2009 году окончил негосударственный вуз «Университет Российской академии образования» по специальности «экономист». В декабре 2009 года включён в резерв управленческих кадров, находящихся под патронажем Президента РФ (кроме «первой сотни») в раздел «Представители науки, образования, государственных учреждений и общественных организаций».
В ноябре 2010 года избран секретарем Бюро Совета московского отделения «Справедливой России», а в апреле 2011 года — председателем Совета.

#### Шестой созыв (2011—2016)
В декабре 2011 года избран депутатом Государственной Думы ФС РФ VI созыва.
На парламентских выборах 18 сентября 2016 года возглавил партийный список «Справедливой России» по Новосибирской области., но пройти в новый созыв не смог. после выборов сложил с себя полномочия главы московского отделения партии.

## Семья
Брат — Андрей Агеев. В 2013 году стал новым владельцем Маст-банка.
Женат. Супруга, Елена Борисовна Агеева, работала ведущим специалистом Волжского городского отделения Российского детского фонда.
Двое детей: дочь Алина (р. 2000) и сын Богдан (р. 2003).

## Награды
- медаль «За заслуги» ФМС России
- медаль «Маршал Василий Чуйков» МЧС России
- почётный знак Госдумы Российской Федерации «За заслуги в развитии парламентаризма»
- правительственные грамоты, благодарности, в том числе «За поддержку юных талантов награждён благодарственными письмами руководства национальной образовательной программы „Интеллектуально-творческий потенциал России“».
- Благодарность Правительства Российской Федерации (23 марта 2010 года) — за большой вклад в обеспечение законотворческой деятельности Государственной Думы Федерального Собрания Российской Федерации[8]